# Casato di Meclemburgo

Stemma del Casato di Maclemburgo

Il Casato di Meclemburgo è una dinastia tedesca di origini slave occidentale che regnò fino al 1918.

## Origini
Niklot era un signore della tribù veneda degli Obodriti. Quando il Sacro Romano Impero si espanse verso est, in particolare le coste baltiche nel XIII secolo, una parte dei signori obodridi si alleò con i leader germanici, ed in conseguenza rafforzarono la loro posizione. Il più potente di loro fu colui che divenne primo signore di Meclemburgo (nome derivato dal loro principale castello, Mikla Burg o Rocca di Meclemburgo, grande fortezza). Il ramo principale del casato fu elevato al rango ducale nel 1347. Divennero gradualmente esteriormente più tedeschi, preservando la loro posizione dominante.

## Pretendenti al trono di Svezia
I Duchi di Meclemburgo perseguirono dal XIV secolo una rivendicazione di eredità in Svezia. Il Duca di Meclemburgo era un discendente ed erede di due donne che le leggende legano alle case reali scandinave.
- La bisnonna paterna del duca Enrico II di Meclemburgo, una nobildonna scandinava di nome Cristina, che era moglie di Enrico Borwin II di Meclemburgo († 1226), era una figlia di Re Sverker II di Svezia e della sua prima moglie. Cristina fu la madre di Giovanni I di Meclemburgo, il cui figlio era Enrico I di Meclemburgo.
- La nonna materna del duca Enrico II di Meclemburgo, una dama di nome Marianna, che fu la prima moglie di Barnim I di Pomerania († 1278), signore di Wolgast, era una sorella di Re Erik XI di Svezia. Marianna aveva dato alla luce un solo figlio sopravvissuto, una femmina di nome Anastasia di Pomerania, che divenne poi la moglie di Enrico I di Meclemburgo (†1302) e madre di Enrico II.

La dinastia Sverker si era estinta da tempo, avendo perso il trono con Eric XI. La dinastia di Erik X maschile era ora anche estinta e la prole delle sue altre figlie era stata elusa da Birger Jarl, il marito di sua figlia Ingeborg Eriksdotter di Svezia. Birger si premurò di assicurare la regalità per i propri figli.
La pretesa diventò realtà per un breve regno: il figlio di Enrico II, Alberto II, duca di Meclemburgo (1318–79) sposò una parente, un'ereditiera scandinava Eufemia di Svezia e Norvegia (1317 - 1370). Il secondogenito della coppia, il duca Alberto III depose suo zio dal trono svedese e vi ascese come re.
La Regina-Reggente Margherita scelse Eric di Pomerania come erede. Eric discendeva dal fratello maggiore di Alberto III. I monarchi dell'unione di Kalmar erano tutti discendenti cognatici del Casato di Meclemburgo.
Il Casato di Meclemburgo agnatico discende dal figlio più giovane di Eufemia, Magnus I, duca di Meclemburgo continuando a mantenere la pretesa al trono ed occasionalmente a movimentare la situazione in Scandinavia.

## Pretendenti di Norvegia
Questo paese, il Regno Ereditario di Norvegia, è stato l'unico reame medievale scandinavo il cui potere sovrano era ereditario e non elettivo. Già quando Olav IV di Norvegia era piccolo e sua madre Margherita era reggente, i Duchi di Meclemburgo avanzarono le loro pretese.
Il loro diritto si basava sulla loro discendenza da Eufemia di Svezia, nipote di Haakon V di Norvegia.
Quando Olav IV morì nel 1387, la Norvegia fu senza un monarca, sotto il governo della reggente Margherita. Scelse presto un erede, Eric di Pomerania, la cui madre Maria di Meclemburgo era stata la nipote più grande di Eufemia. Lo zio di Maria, vecchio avversario di Margherita fu lasciato senza.
Quando re Cristoforo, nipote di Eric, morì (prima della morte del deposto Eric III di Norvegia, dopo qualche interruzione di un altro magnate, Cristiano VIII di Oldenburg, di una discendenza femminile di Eufemia e il Meclemburgo (il bisnipote della figlia di Eufemia), fu nel 1450 scelto come re di Norvegia, questa volta sorpassando suo cugino e rivale in linea maschile, il Duca Enrico il Grasso di Meclemburgo.
I Duchi di Meclemburgo continuarono a considerare se stessi come gli eredi legittimi di Norvegia, tuttavia non furono in grado di riottenere il regno dagli Oldenburg.

## Stati moderni in Meclemburgo
Intorno al 1711 fu stipulato un trattato tra i Duchi di Meclemburgo e l'Elettore di Brandeburgo attraverso il quale l'elettore fu riconosciuto come l'erede del Meclemburgo dopo le linee maschili della casata genealogica di Meclemburgo. Per cui gli elettori, in seguito re di Prussia, si consideravano come essere diventati membri del Casato di Meclemburgo e cominciarono ad utilizzare i suoi titoli, ad esempio Duca di Meclemburgo, tra la propria titolatura.
La legalità del trattato è stata ed è sotto discussione, poiché non tutti degli allora agnatici della Casata parteciparono all'atto e almeno uno di loro era allora minorenne.
Nel XVII e XVIII secolo il ducato fu diviso diverse volte tra gli agnatici della casata ducale. Meclemburgo-Schwerin, Werle, Meclemburgo-Güstrow e Meclemburgo-Strelitz furono tipiche partizione dei principati. Fino alla fine del XVIII secolo la maggior parte era ritornata al ramo principale (Schwerin), dopo di che il patrimonio fu diviso in due stati fino alla fine della monarchia in Germania:
- Meclemburgo-Schwerin
- Meclemburgo-Strelitz

Questi furono elevati a granducati per riconoscimento del Congresso di Vienna. Nel 1918, meno di un anno prima dell'eliminazione della monarchia, il ramo principale di Strelitz si estinse e l'allora Granducato di Meclemburgo-Schwerin intervenne come reggente, ma una successione con mancanza di chiarezza (c'era un ramo Strelitz minore che viva ancora in Russia) non fu risolta fino a quando entrambe le piccoli monarchie furono dissolte in repubbliche.

## Retaggio slavo
Il casato di Meclemburgo era in origine una dinastia capo tribale degli obodridi slavi, come Niklot e Pribislav, che gradualmente diventarono germanizzate. Al principio del XX secolo, le sue radici slave furono ricordate per esempio da re Nicola I del Montenegro che scelse la Duchessa Jutta di Meclemburgo come moglie del suo erede apparente Danilo, Principe della Corona di Montenegro, affermando l'etnicità slava del Meclemburgo come sufficiente.

## Casato di Meclemburgo oggi

### Casato di Meclemburgo-Schwerin
Il Casato di Meclemburgo-Schwerin si estinse in linea maschile il 31 luglio 2001 con la morte del Granduca ereditario Federico Francesco, figlio maggiore ed erede dell'ultimo Granduca regnante Federico Francesco IV.
I restanti membri del Casato di Meclemburgo-Schwerin sono le figlie del Duca Cristiano Luigi, secondogenito di Federico Francesco IV: le Duchesse Donata (nata nel 1956) ed Edwina (nata nel 1960).

### Casato di Meclemburgo-Strelitz
Con l'estinzione di Schwerin, il Meclemburgo-Strelitz è attualmente l'unico ramo superstiste del casato Granducale in linea maschile. L'attuale capo di questa casata è Borwin, Duca di Meclemburgo (nato nel 1956). Suo nonno era il Conte Giorgio di Carlow, figlio morganatico del Duca Giorgio Alessandro (1859-1909). Il Conte Giorgio di Carlow fu adottato nel 1928 da suo zio, il Duca Carlo Michele, capo del Casato di Meclemburgo-Strelitz. Assunse poi il titolo di Sua Altezza Serenissima il Duca di Meclemburgo, che fu confermato dal capo della Casata Imperiale Russa, il Granduca Kirill Vladimirovič, il 18 luglio 1929 e riconosciuto il 23 dicembre dal Granduca Federico Francesco IV di Meclemburgo-Schwerin. Successe a suo zio come capo della casata il 6 dicembre 1934 e gli fu concesso l'appellativo di Altezza il 18 dicembre 1950.
Oltre al Duca Borwin, gli attuali membri del Casato di Meclemburgo-Strelitz sono sua moglie, la Duchessa Alice Wagner (nata nel 1959); i loro figli: la Duchessa Olga (nata nel 1988) e i Duchi Alessandro (nato nel 1991) e Michele (nato nel 1994); e le sue sorelle: le Duchesse Elisabetta Cristina (nata nel 1947), Maria Caterina (nata nel 1949) ed Irene (nata nel 1952).

### Linea di successione
- Capo della casata: Borwin, Duca di Meclemburgo (nato nel 1956)

1. Duca Alessandro di Meclemburgo (nato nel 1991)
2. Duca Michele di Meclemburgo (nato nel 1994)

## Stati governati dal Casato di Meclemburgo
- Meclemburgo (1131-1918), con
  - Ducato di Meclemburgo-Stargard (1348-1471)
  - Ducato di Meclemburgo-Schwerin (1352-1815), poi Granducato di Meclemburgo-Schwerin (1815-1918)
  - Ducato di Meclemburgo-Güstrow (1621-1695)
  - Ducato di Meclemburgo-Strelitz (1701-1815), poi Granducato di Meclemburgo-Strelitz (1815-1918)
- Signoria di Werle (1235-1436)
- Svezia (1364-1389)
- Ducato Baltico Unito (1918)
- Paesi Bassi (1948-1980) - tramite la regina Giuliana dei Paesi Bassi (non ufficiale)